# Rhytidosteoidea
De Rhytidosteoidea zijn een superfamilie van uitgestorven Temnospondyli, vroege soorten amfibieën die leefden tijdens het Carboon, het Perm en het Trias. Het taxon werd in 1965 benoemd om plaats te bieden aan twee nieuwe soorten deltasauriërs, waarbij de auteur een alliantie erkent met eerder beschreven geslachten.